# باربرا دارلينغ
باربرا دارلينغ (بالإنجليزية: Barbara Darling)‏ هي قسيسة أسترالية، ولدت في 17 أكتوبر 1947 في سيدني في أستراليا، وتوفيت في 15 فبراير 2015 في ملبورن في أستراليا.